# Leo Picard
Leo Picard (en hebreo: יהודה ליאו פיקרד‎); (Wangen, Imperio alemán, 3 de junio de 1900 - Kibutz Ginegar, Israel, 4 de abril de 1997), fue un geólogo israelí y experto en el campo de la hidrogeología .

## Biografía
Yehuda Leo Picard nació en Alemania en 1900 y estudió en las universidades de Friburgo y Berlín, en Alemania, así como también en La Sorbona y en la Universidad de Londres. Posteriormente enseñó en la Universidad de Florencia, Italia.
Picard visitó Eretz Israel en 1922, emigrando allí en 1924, donde estableció el Departamento de Geología en la Universidad Hebrea de Jerusalén. En 1943, publicó su libro "Estructura y evolución de Palestina", el cual se convirtió en un libro fundamental para el estudio de la geología en Israel.
Leo Picard fue un experto hidrogeólogo y un destacado geólogo general. Escribió sobre paleontología y estratigrafía, geología estructural y tectónica, mineralogía y yacimientos de minerales. Conocida es su contribución al debate sobre la tectónica del Rift del Mar Muerto. Picard tenía dudas sobre si el desplazamiento lateral izquierdo de unos 100 km tuvo lugar a lo largo del Rift, sugiriendo, en cambio, que el rift se desarrolló y restringió por extensión.

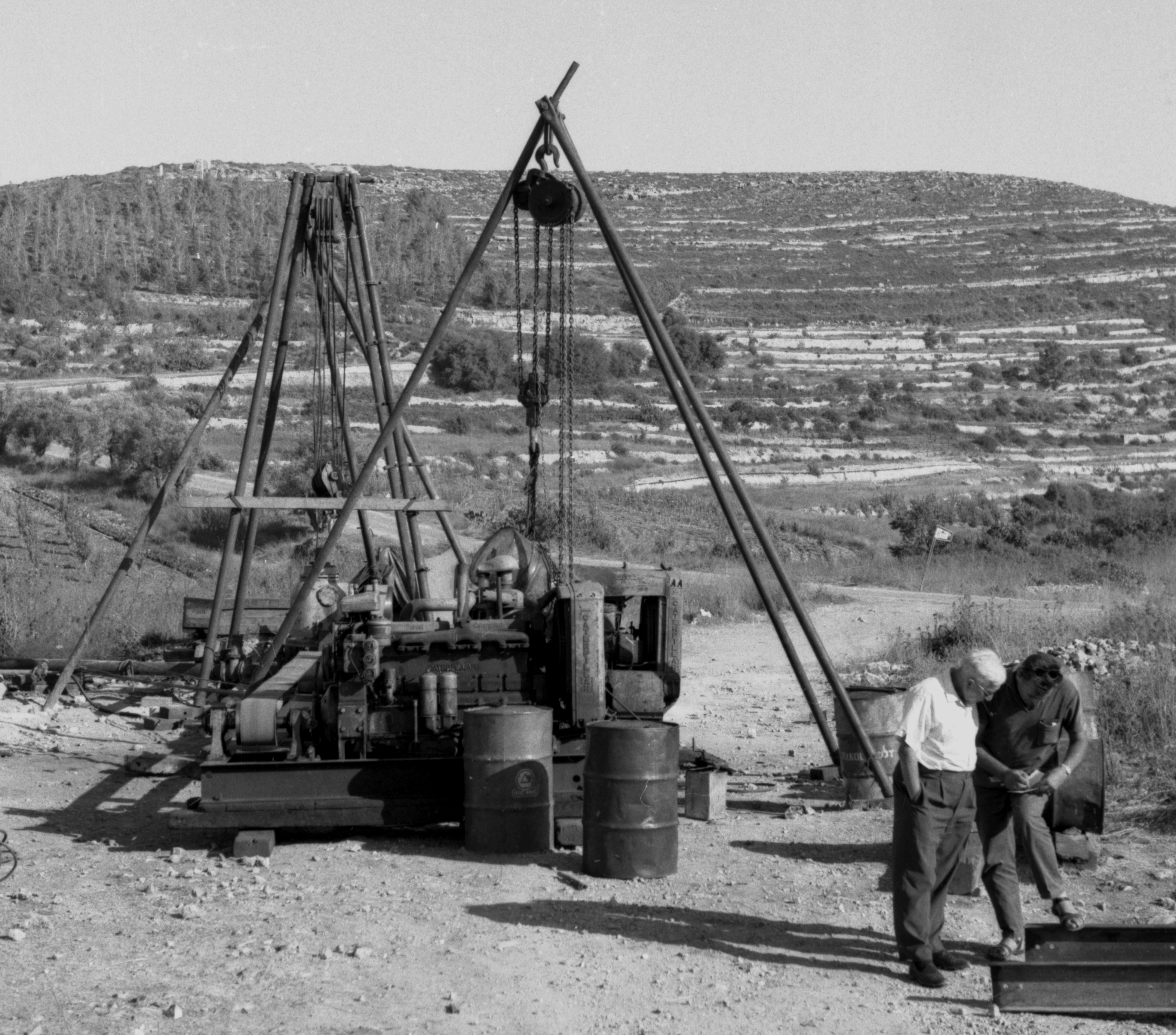
Picard inspecciona un nuevo taladro de agua en Ein Hemed, 1964

En 1955, fue nombrado presidente del comité de expertos para zonas áridas de la UNESCO. Después del nombramiento, se convirtió en consultor internacional, y sus investigaciones ayudaron al desarrollo de muchos países de África y América Latina.
Murió en 1997 en el kibutz Ginegar en el norte de Israel.

## Premios y reconocimientos
- De 1951 a 1953, Picard fue el primer presidente de la Sociedad Geológica de Israel.
- En 1958, fue galardonado con el Premio Israel, en Ciencias de la vida.[3]
- En 1981, recibió el premio Yakir Yerushalayim (Ciudadano Digno de Jerusalén).[4]
- Una calle lleva su nombre en el barrio Har Homa de Jerusalén .
- El Centro de Investigación de Aguas Subterráneas Leo Picard en el campus de la Universidad Hebrea de Jerusalén en Rejovot lleva su nombre.

## Obras en inglés, francés y alemán.
- 1923, Die fraenkische Alb von Weissenburg i. B. und Umgebung
- 1928, Ein Eocaenprofil des Gilboas en Eretz Israel
- 1928, Zur Geologie der Kischon-Ebene
- 1929, Zur Geologie der Besan-Ebene.[5]
- 1930, Cretácico superior (principalmente Campaniano y Maestrichtiano) Gasteropoda y Pelecypoda de Eretz Israel
- 1931, Investigaciones geológicas en el desierto de Judea: con mapa geológico e ilustraciones.[6]
- 1932, Zur geologie des mittleren Jordantales :(zwischen Wadi El-Oeschsche und Tiberiassee).[5]
- 1933, Zur postmiocänen Entwicklungsgeschichte der Kontinentalbecken Nord-Palästinas
- 1936, Condiciones del agua subterránea en Emek occidental (llanura de Esdrelon)
- 1936, Sobre la geología del distrito de Gaza-Beersheba
- 1937, Sobre la estructura de la península arábiga
- 1937, Sobre la geología de la llanura costera central: con croquis geológico y 7 cifras en el texto
- 1938, La geología de la Nueva Jerusalén
- 1939, Esquema sobre la tectónica de la tierra: con especial énfasis en África
- 1940, Aguas subterráneas en Palestina.[7]
- 1943, Estructura y evolución de Palestina, con notas comparativas sobre países vecinos.[8]
- 1952, Regiones geomorfogénicas del Negev, 1:250 000
- 1952, Geomorfogenia de Israel
- 1954, El patrón estructural de Palestina, Israel y Jordania
- 1962, Rapport d'une mission d'etude geologique au Dahomey
- 1963, El cuaternario en el norte del valle del Jordán.[9]
- 1964, Mapa geológico, Israel
- 1965, La evolución geológica del cuaternario en el centro-norte de Jordan Graben, Israel.[10]
- 1966, Vom Bodensee nach Erez Israel: Pioneerarbeit fur Geologie und Grundwasser seit 1924.[11]
- 1966, posición estratigráfica de la formación Ubeidiya.[12]
- 1966, Informe geológico sobre los depósitos del Pleistoceno inferior de las excavaciones de Ubeidiya.[13]
- 1968, Sobre la estructura del Rhinegraben con notas comparativas sobre la función Levantgraben.[14]
- 1973, Aspectos generales de la búsqueda de petróleo de Israel
- 1974, El Triásico
- 1987, La estratigrafía del Jurásico en Israel y los países adyacentes.[15]